# Racami
Racami (bürgerlicher Name Caroline Tent) ist eine deutsche Comiczeichnerin, die im Mangastil arbeitet. 

## Werdegang
Caroline Tent zeichnet seit ihrer Kindheit. Anime-Serien im Fernsehen und Magazine wie die Daisuki inspirierten sie, Comics selbst zu machen, vor allem im Mangastil. Sie studierte Bildende Kunst, wobei sie den Schwerpunkt auf Medienkunst setzte. Neben dem Studium entstand ihr Comic Zuckerwasser, der zunächst ab 2010 online auf Animexx und ab 2015 in Form von drei dünnen Bänden im Selbstverlag erschien und über Conventions und Versand verkauft wurde. Seit 2014 zeichnete sie auch Illustrationen für die Connichi und deren Programmhefte. Aus dem Studium nahm sie an künstlerischem Können nichts mit, was ihr beim Schaffen von Comics hilft, jedoch Herangehensweisen an die Arbeit und an Kritik.
2021 erschien mit Die innere Stimme – Briefe an Lille bei Altraverse ihr erstes Buch bei einem Verlag. Die Idee dazu entstand aus einem Gedankenexperiment und begleitete sie bereits einige Jahre. 2022 folgte eine Verlagsveröffentlichung von Zuckerwasser in einem Band. Der Comic wurde dazu überarbeitet und erhielt ein neues erstes Kapitel. 2024 startete Racamis Serie Der Fluch des purpurnen Rauches, ebenfalls bei Altraverse. Eine Leseprobe erschien zum Manga Day im September des Jahres. In der Geschichte geht es um die junge Frau Erin, die ihren Platz in der Welt sucht und dabei an Hexenmeister Artur gerät, bei dem sie sich zu zehn Jahren Arbeit verpflichtet. In dessen Haus lernt sie viele dort hausende Monster, aber auch das stumme Alraunenwesen Ivy kennen. Der titelgebende purpurne Rauch wird in der ansonsten schwarz-weiß gehaltenen Geschichte farbig hervorgehoben. Zu der Serie wurde auch eine Reihe an Merchandise aufgelegt und auf der Leipziger Buchmesse 2024 ein eigener Werbestand aufgebaut.
Seit 2020 produziert sie zusammen mit der Zeichnerin Sozan Coskun den Podcast Ikigai, in dem beide Einblick in ihre Arbeit geben.

## Arbeitsweise und Stil
Bei der Entwicklung der Geschichten entwirft Racami die Kapitel erst in Textform. Diese wird dann in Skizzen umgesetzt, in denen die Panelaufteilung festgelegt wird. Danach werden die eigentlichen Zeichnungen angefertigt, die getuscht und schließlich mit Rastern und Sprechblasen versehen werden. Während sie die Skizzen auf Papier anfertigt, erfolgt die weitere Arbeit digital.
Ihre Arbeit zeichne sich durch „dynamische, reduzierte Figurenzeichnung und detaillierte Hintergründe“ aus, so Lars von Törne im Tagesspiegel. Ihre Serie Der Fluch des purpurnen Rauches wird von Mathias Heller beim NDR als „tiefgründige Fantasy-Unterhaltung“ beschrieben, mit „viel Rhythmik, Spannung und Witz“. Die Zeichnungen werden von Bettina Fraschke als „zart und poetisch, stimmungsvoll in klarer, schwarz-weißer Kontrastgebung“ beschrieben. Die romantische Geschichte wirke zunächst holzschnittartig und die Konstellation fürchterlich rückschrittlich, biete aber Potential bei einer weiteren Differenzierung: „Viele Fährten werden ausgelegt, Racami platziert in ihrem Romance-Manga weitere Figuren, Geheimnisse, Beziehungsverwicklungen“.

## Bibliografie
- Die innere Stimme – Briefe an Lille, 2021 bei Altraverse
- Zuckerwasser, 2022 bei Altraverse
- Der Fluch des purpurnen Rauches, 2024 bei Altraverse